# Shkodër
Shkodër sau Shkodra (în sârbă Скадар/Skadar, în turcă İșkodra, în română Scutari) este un oraș din nord-vestul Albaniei, reședința Districtului Shkodër, situat pe malul Lacului Shkodër și a regiunii Shkodër. Este printre cele mai vechi orașe din Albania și un important centru cultural și economic. Are o populație de circa 95.000 de locuitori (2023), iar împreună cu localitățile din jur numără circa 130.000 locuitori. Primarul orașului este Benet Beci, din partea Partidului Socialist al Albaniei.

## Monumente
- Biserica geamie din Scutari (sec. al XIII-lea), ruine
- Mănăstirea Shirgj (sec. al XIII-lea), ruine

## Personalități născute aici
- Shaqe Çoba (1875 - 1954), feministă;
- Ciprian Nika (1900 - 1948), călugăr franciscan, beatificat;
- Mikel Koliqi (1902 - 1997), cardinal;
- Millosh Gjergj Nikolla (1911 - 1938), poet;
- Ramiz Alia (1925 - 2011), om politic, președinte al Albaniei⁠(d);
- Alfred Moisiu (n. 1929), om politic;
- Ridvan Dibra (n. 1959), scriitor;
- Rudi Vata (n. 1969), fotbalist;
- Luiz Ejlli (n. 1985), cântăreț;
- Bekim Balaj (n. 1991), fotbalist;
- Elhaida Dani (1993), cântăreață, actriță;
- Elseid Hysaj (n. 1994), fotbalist;
- Arilena Ara (n. 1998), cântăreață.

## Orașe înfrățite
- - Skopje, Macedonia
- - Prizren, Kosovo
- – Ulcinj (Albanian: Ulqin), Muntenegru
- - Gjakova, Kosovo
- - Cetinje, Muntenegru

## Imagini

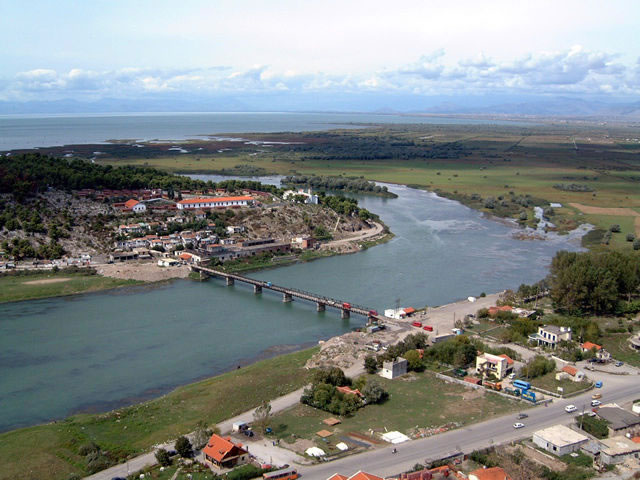
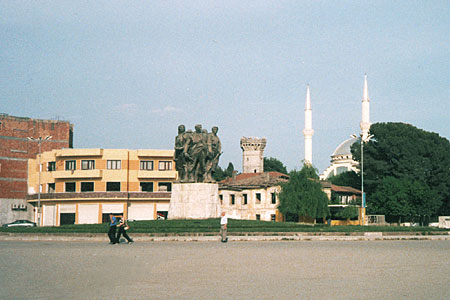